# James A. Byrne United States Courthouse
La James A. Byrne United States Courthouse (en français palais de justice américain James A. Byrne) est un palais de justice fédéral situé dans le centre-ville de Philadelphie, dans le parc national historique de l'indépendance. Le tribunal abrite la Cour d'appel des États-Unis pour le troisième circuit et le tribunal de district des États-Unis pour le district oriental de Pennsylvanie. 

## Localisation
Il est situé au 601 Market Street entre N. 6th et N. 7th Streets, à côté du parc national historique de l'indépendance. Le bâtiment porte le nom de James A. Byrne, un ancien démocrate de la Chambre des représentants des États-Unis.

## Historique
Le bâtiment, qui surplombe le parc national historique de l'indépendance, a ouvert ses portes à la fin de l'année 1975, pour coïncider avec la célébration du bicentenaire de la Déclaration d'indépendance des États-Unis. Il abrite une sculpture de Louise Nevelson intitulée Bicentennial Dawn,.
Sous la direction de l'ancien juge en chef du troisième circuit Edward R. Becker, l'entrée principale et le hall du rez-de-chaussée ont été repensés en 2004, pour être plus accueillants et éducatifs pour le grand public. Après la mort de Becker en 2006, le hall a été nommé en son honneur.